# Тихомиров, Игорь Рувимович
И́горь Руви́мович Тихоми́ров, также известный в музыкальных кругах как «Тиша» (род. 17 апреля 1961, Ленинград) — советский и российский рок-музыкант, бас-гитарист групп «Кино», «ДДТ» и «Джунгли», звукорежиссёр. Также принимал участие в записях некоторых альбомов группы «Охота романтических их», участник музыкального коллектива «Поп-механика». Снимался в фильме «Асса».

## Деятельность
Работал во многих музыкальных проектах, самыми известными из которых были группы «Кино», «ДДТ», «Поп-Механика», «Джунгли».

### «Кино»
Бас-гитарист классического состава (1985—1990) группы «Кино». На рок-фестивале в Ленинграде буквально за два дня выучил все партии группы, и она успешно выполнила свою программу. Продолжал играть в группе «Джунгли», принимал участие в записях некоторых альбомов группы «Охота романтических их», «Популярная механика», снимался в фильме «Асса». С 2021 года исполняет песни Кино вместе с бывшими участниками группы: Александром Титовым, Юрием Каспаряном.

### ДДТ
Впервые начал сотрудничать с группой ДДТ в 1987 году. Принял участие в работе над альбомом «Я получил эту роль». Записанные им черновые наброски бас-гитары к песне «Поэт» в альбом не вошли, но помогли собрать интересную партию психоделического «блуждающего» баса. Басовые партии Тихомирова звучат в альбомах «Актриса Весна» (сыграл известное соло на безладовом басу в композиции «Дождь»), «Любовь», «Метель августа», в программе «От и До», а также в отдельных песнях, например «Просвистела». В 1995—1998 годах Тихомиров входил в основной состав группы.
Занимает должность звукорежиссёра в группе «DDT». 

### Другие проекты
В середине 1990-х принимал участие в записи вышедшего в 1995 году альбома «Сын солнца» группы «Рок-штат». Работал в джазовом проекте с Александром Ляпиным.
В 2000—2001 годах принял участие в проекте «Звёздный Падл» совместно с Юрием Каспаряном и Вячеславом Бутусовым.
В 2004 году в качестве звукооператора работал над альбомом «Столкновение» группы «Кукрыниксы».
Предпочитает инструменты фирмы Fender. Являлся организатором и вдохновителем рок-клуба «Полигон».

## Исполнение музыки к фильмам
- 1986 — Конец каникул — бас-гитара.
- 1987 — Счастливо оставаться! — бас-гитара.
- 1988 — Игла — бас-гитара.
- 2010 — Игла Remix — бас-гитара.